# Leichtathletik-Europameisterschaften 1946/Hochsprung der Männer

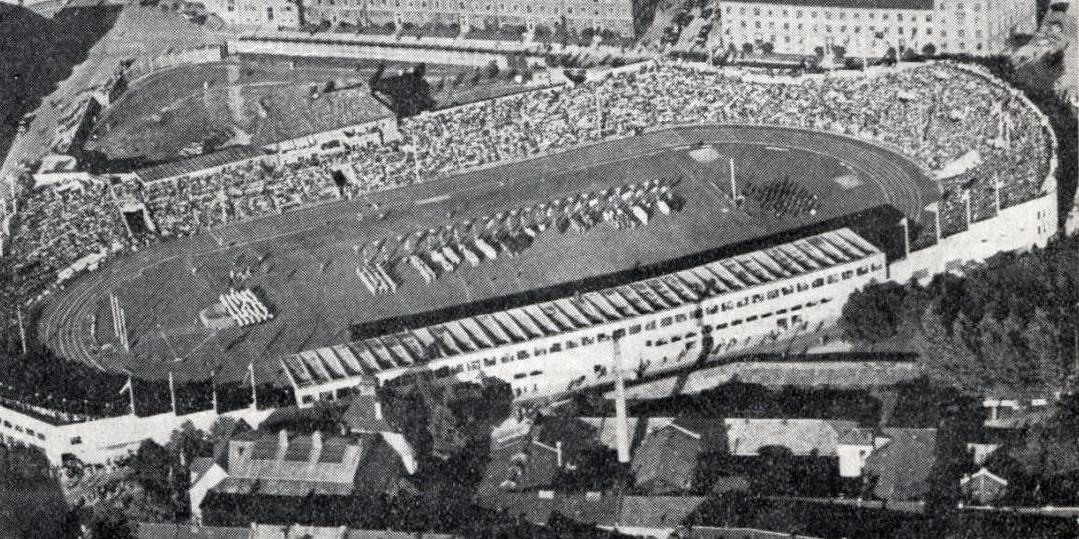
Das Bislett-Stadion in Oslo kurz nach den Europameisterschaften

Der Hochsprung der Männer bei den Leichtathletik-Europameisterschaften 1946 wurde am 23. August 1946 im Bislett-Stadion der norwegischen Hauptstadt Oslo ausgetragen.
Europameister wurde der Schwede Anton Bolinder. Er gewann vor dem Briten Alan Paterson. Bronze ging an den Finnen Nils Nicklén.

## Bestehende Rekorde
| Weltrekord           | 2,11 m | Lester Steers | Los Angeles, USA   | 7. Juni 1942      |
| Europarekord         | 2,04 m | Kalevi Kotkas | Göteborg, Schweden | 1. September 1936 |
| Meisterschaftsrekord | 2,00 m | Kalevi Kotkas | EM Turin, Italien  | 7. September 1934 |

Der bestehende EM-Rekord wurde bei diesen Europameisterschaften nicht erreicht. Mit seiner Siegeshöhe von 1,99 m verfehlte der schwedische Europameister Anton Bolinder diesen Rekord allerdings nur um einen Zentimeter. Zum Europarekord fehlten ihm fünf, zum Weltrekord zwölf Zentimeter.

## Durchführung
In den Quellenangaben (europäischer Leichtathletikverband EAA sowie bei todor66) mit dem Hochsprung-Resultat findet sich nur jeweils eine Ergebnisliste mit dem Finalresultat für alle Teilnehmer. Demnach sind alle fünfzehn Hochspringer gemeinsam in einer Gruppe zum Finale angetreten.

## Legende
Kurze Übersicht zur Bedeutung der Symbolik – so üblicherweise auch in sonstigen Veröffentlichungen verwendet:
| – | verzichtet   |
| o | übersprungen |
| x | ungültig     |

## Finale
23. August 1946, 17.00 Uhr
| Platz | Name               | Nation           | 1,70 m | 1,75 m | 1,80 m | 1,85 m | 1,90 m | 1,93 m | 1,96 m | 1,99 m | Höhe (m) |
| ----- | ------------------ | ---------------- | ------ | ------ | ------ | ------ | ------ | ------ | ------ | ------ | -------- |
| 1     | Anton Bolinder     | Schweden         | ?      | ?      | ?      | ?      | xo     | o      | xo     | xxo    | 1,99     |
| 2     | Alan Paterson      | Großbritannien   | ?      | ?      | ?      | ?      | o      | xxo    | o      | xxx    | 1,96     |
| 3     | Nils Nicklén       | Finnland         | ?      | ?      | ?      | ?      | o      | o      | xxx    |        | 1,93     |
| 4     | Birger Leirud      | Norwegen         | ?      | ?      | ?      | ?      | o      | xo     | x?     |        | 1,93     |
| 5     | Gunnar Lindecrantz | Schweden         | ?      | ?      | ?      | ?      | o      | xxo    | xxx    |        | 1,93     |
| 6     | Alfredo Campagner  | Italien          | ?      | ?      | ?      | ?      | o      | xxx    |        |        | 1,90     |
| 7     | Skúli Guðmundsson  | Island           | ?      | ?      | ?      | ?      | o      | xxx    |        |        | 1,90     |
| 8     | Georges Audouy     | Frankreich       | ?      | ?      | ?      | ?      | ?o     | xxx    |        |        | 1,90     |
| 9     | Ivar Vind          | Dänemark         | ?      | ?      | ?      | ?      | ?o     | xxx    |        |        | 1,90     |
| 10    | Ioannis Lambrou    | Griechenland     | ?      | ?      | ?      | ?o     | xxx    |        |        |        | 1,85     |
| 10    | Alexander Yggeseth | Norwegen         | ?      | ?      | ?      | ?o     | xxx    |        |        |        | 1,85     |
| 12    | Petar Vukovic      | Jugoslawien      | ?      | ?      | ?      | ?o     | xxx    |        |        |        | 1,85     |
| 13    | Václav Hausenblas  | Tschechoslowakei | ?      | ?      | ?o     | xxx    |        |        |        |        | 1,80     |
| 14    | Vladimír Žíla      | Tschechoslowakei | ?      | ?      | ?o     | xxx    |        |        |        |        | 1,80     |
| 15    | Hans Wahli         | Schweiz          | ?      | ?      | ?o     | xxx    |        |        |        |        | 1,80     |

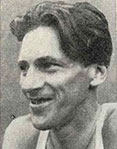
Europameister Anton Bolinder
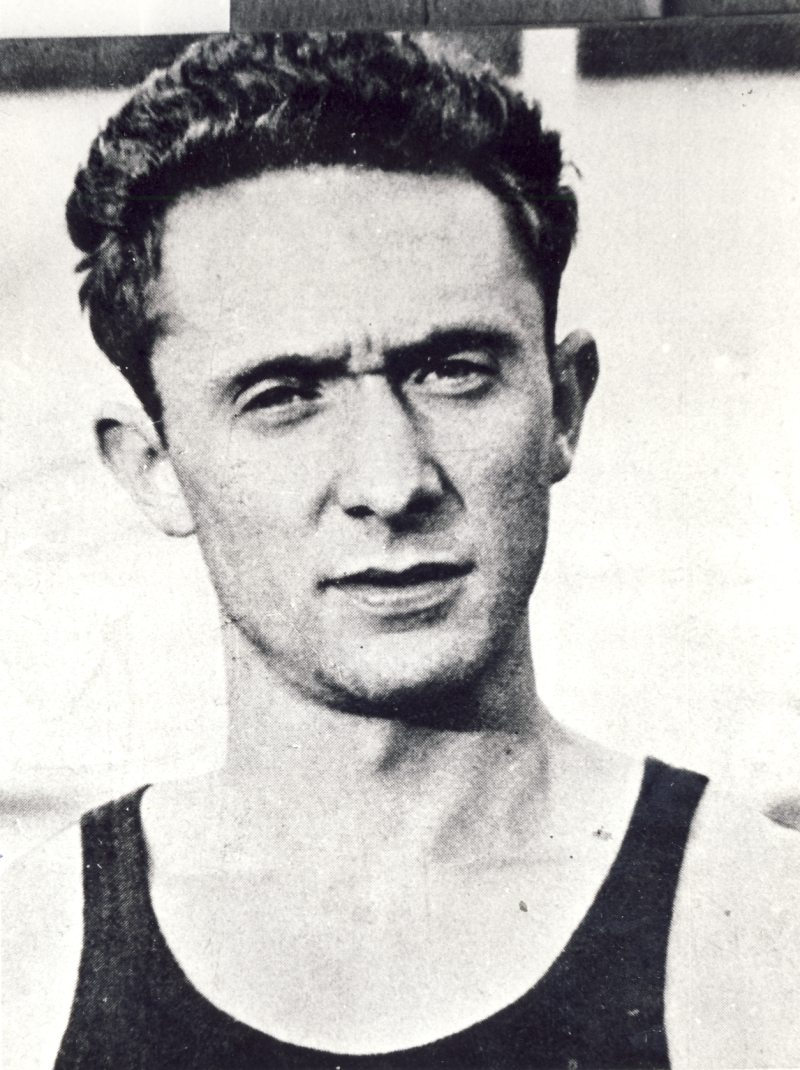
Alfredo Campagner erreichte den sechsten Platz

Neun Springer hatten die Höhe von 1,90 m übersprungen, als 1,93 m aufgelegt wurden. Der Schwede Anton Bolinder und der Finne Nils Nicklén nahmen diese Höhe im ersten Versuch, der Norweger Birger Leirud zog mit seinem zweiten Versuch nach. Der Brite Alan Paterson und Gunnar Lindecrantz, ein weiterer Schwede, blieben mit erfolgreichen Sprüngen im dritten Durchgang im Wettbewerb, während der Italiener Alfredo Campagner (Endwertung: Rang sechs), der Isländer Skúli Guðmundsson (Rang sieben), der Franzose Georges Audouy (Rang acht) sowie der Däne Ivar Vind (Rang neun) scheiterten.
Die nun folgenden 1,96 m bewältigten nur noch Paterson (erster Versuch) und Bolinder (zweiter Versuch). Ihre Konkurrenten schieden dagegen aus. Auf der Grundlage der Fehlversuchsregel gewann Nils Nicklén Bronze. Birger Leirud wurde Vierter, Gunnar Lindecrantz kam auf den fünften Platz.
Die Entscheidung über Gold und Silber fiel bei der nächsten Sprunghöhe von 1,99 m. Zunächst hatten beide im Wettbewerb verbliebene Athleten jeweils zwei Fehlversuche. Paterson scheiterte auch mit seinem dritten Sprung, während Anton Bolinder die Höhe mit seinem letzten Versuch meisterte und damit Europameister wurde. Alan Paterson gewann die Silbermedaille.

## Video
- NORWAY: SPORTS: First post-war European Games athletics meeting (1946), Bereich: 0:54 min bis 1:15 min, youtube.com (englisch), abgerufen am 21. Juni 2022